# Friday Night Lights (pel·lícula)
Friday Night Lights és una pel·lícula estatunidenca dirigida per Peter Berg i Josh Pate, estrenada el 2004.

## Argument
L'equip de futbol americà del liceu d'Odessa és en cerca del títol de campió d'estat (Texas) 1988. L'arribada de l'entrenador Gary Gaines a l'equip dels Permian Panthers és el punt de sortida de la pel·lícula.

## Repartiment
- Billy Bob Thornton: Entrenador Gary Gaines
- Lucas Black: Mike Winchell
- Garrett Hedlund: Don Billingsley
- Derek Luke: James "Boobie" Miles
- Jay Hernandez: Brian Chavez
- Lee Jackson III: Ivory Christian
- Lee Thompson Young: Chris Comer
- Tim McGraw: Charles Billingsley
- Connie Britton: Sharon Gaines
- Amber Heard: Maria
- Julius Tennon: Entrenador Freddie James

## Rebuda
- "La millor pel·lícula d'esports en anys, no va en absolut sobre esports. Oblidin-se del temor de patriotisme grandiloqüent, aquest és un relat no-americà -i totalment americà- que mereix atenció. (...) Puntuació: ★★★★ (sobre 4)."[2]
- "Una subtil i commovedora interpretació [de Thornton] en una pel·lícula que, d'altra banda, va a la jugular. (...) Berg et posa tant dins l'acció que pots senti els ossos cruixir. El que no es fica és al cap dels personatges. I allà radicava la força del llibre. (...) Puntuació: ★★★ (sobre 4)."[3]